# Evropská silnice E76
Mezinárodní silnice E76 je evropská silnice , která se nachází pouze v Itálii, vede mezi městy Migliarino a Florencie. Její celková délka je 88 km.
Před přečíslováním evropských silnic v roce 1992 bylo označení E76 používáno pro silnici v Norsku nyní označovanou jako E134.

## Trasa
- Itálie
  - Migliarino – Pisa – Lucca – Pistoia – Prato – Florencie